# Punica protopunica
Гранат сокотрійський (Punica protopunica Balf.f.) — вид тропічних квіткових рослин родини Плакунові (Lythraceae), вид роду Гранатове дерево.

## Опис
Вічнозелене, часто колюче, дерево, що досягає висоти від 2,5 до 4,5 метрів. У молодому віці воно має червонувато-коричневу кору, яка у старіших рослин, що стають менш плідними, набуває сірого забарвлення. Листки округлі або еліптичні, темно-зелені, блискучі, супротивно розміщені, виростають до 3 см завдовжки.
Цей вид вважають попередником граната звичайного (P. granatum). Він є єдиним іншими видом у роді Гранатове дерево. Відрізняється від граната рожевими (не червоними), лійкоподібними квітками, будовою зав'язі та меншими, менш солодкими плодами. Плоди при дозріванні жовто-зеленого кольору.

## Поширення
Виростає тільки на території Ємену — ендемік острова Сокотра. Досить рідко трапляється в природі. Рослина виростає на вапнякових і кам'янистих плато на висоті 250–310 метрів над рівнем моря, нерідко серед заростей кротону.
Оселища — субтропічні або тропічні сухі ліси.
Його також висаджували на Гаваях.

## Охоронні заходи
Цей вид занесений до Червоної книги рослин Ємену.